# Coeriana hadenoides
Coeriana hadenoides är en fjärilsart som beskrevs av William Schaus 1914. Coeriana hadenoides ingår i släktet Coeriana och familjen nattflyn. Inga underarter finns listade i Catalogue of Life.